# Logis de la Lèche
Le logis de la Lèche est situé sur la commune de Touvre, en Charente, à huit kilomètres à l'est d'Angoulême.
Il a donné son nom à une des sources de la Touvre située à son pied.

## Historique
Dès le XVe siècle, la Lèche est le siège d'un fief possédé par la famille des Ages qui résident dans cette maison noble de 1480 à 1607. Au début du XVIIe siècle, ils sont seigneurs de La Lèche, mais aussi de Magnac, de Maumont, du Tillet à Châteauneuf, de Frégeneuil.
Avant 1650, le domaine est alors vendu à Jean Guimard, seigneur du Jallais et du Banchet. Celui-ci, en tant que maire d'Angoulême, reçoit Louis XIV. En 1704 ou 1741 selon les sources, La Lèche est vendu par Jean Guimard, deuxième du nom, sieur du Jallais, Couziers, Puyfrançais et autres lieux à la famille Deval.
Mais à la fin du XVIIe siècle, il y aurait eu un propriétaire intermédiaire, Antoine Debord, sieur de la Lèche, conseiller en l'élection d'Angoulême. C'est lui qui aurait construit le logis actuel passé par la suite à la famille Deval,.
Du XVIIIe siècle jusqu'à 1920, les familles Deval (seigneurs de Touvre et de la Lèche), Mathé-Dumaine (par mariage) s'y succèdent.
En 1726 ou 1760, une chapelle est accolée au logis, mais elle est abandonnée à la Révolution.
Après 1950, le logis sera le siège d'une exploitation agricole jusqu'à sa vente dans les années 1990.
Le 22 juin 1994, le logis est inscrit monument historique en partie (logis, puits et portail).

## Architecture
L'architecture évoque celle du Périgord tout proche ou du château de la Bréchinie à Grassac.
Le logis consiste en corps de logis rectangulaire d'est en ouest, couvert d'un toit à pans brisés en tuiles creuses et plates en mansarde, percé de cinq lucarnes à frontons curvilignes. Il est accosté de deux pavillons formant avant-corps. Le corps de logis central et ses deux pavillons sont tous à un étage.
À l'ouest est accolée l'ancienne chapelle, et à l'est est accolée une maison devenue la cuisine.
Un puits couvert en pierre à cinq colonnes se trouve au sud-est.
Côté nord, le logis surplombe la route et la Font de la Lèche par une terrasse, un mur de soutènement et une rampe d'accès.
L'intérieur du bâtiment qui consistait en grandes pièces a hélas été divisé dans les années 1950.
Le logis, privé, n'est pas visitable, mais on en a une belle vue depuis la route.

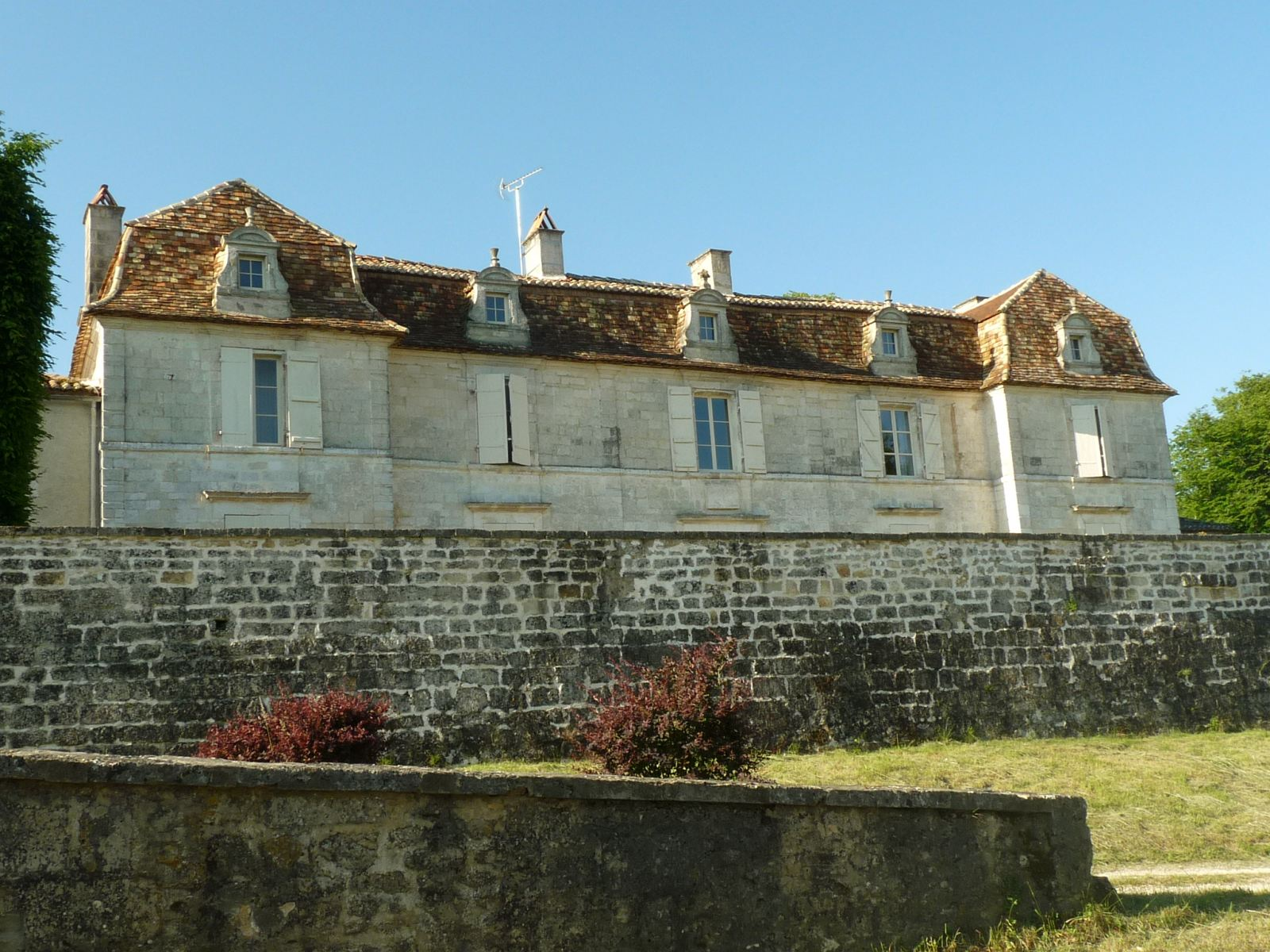
La façade et la terrasse
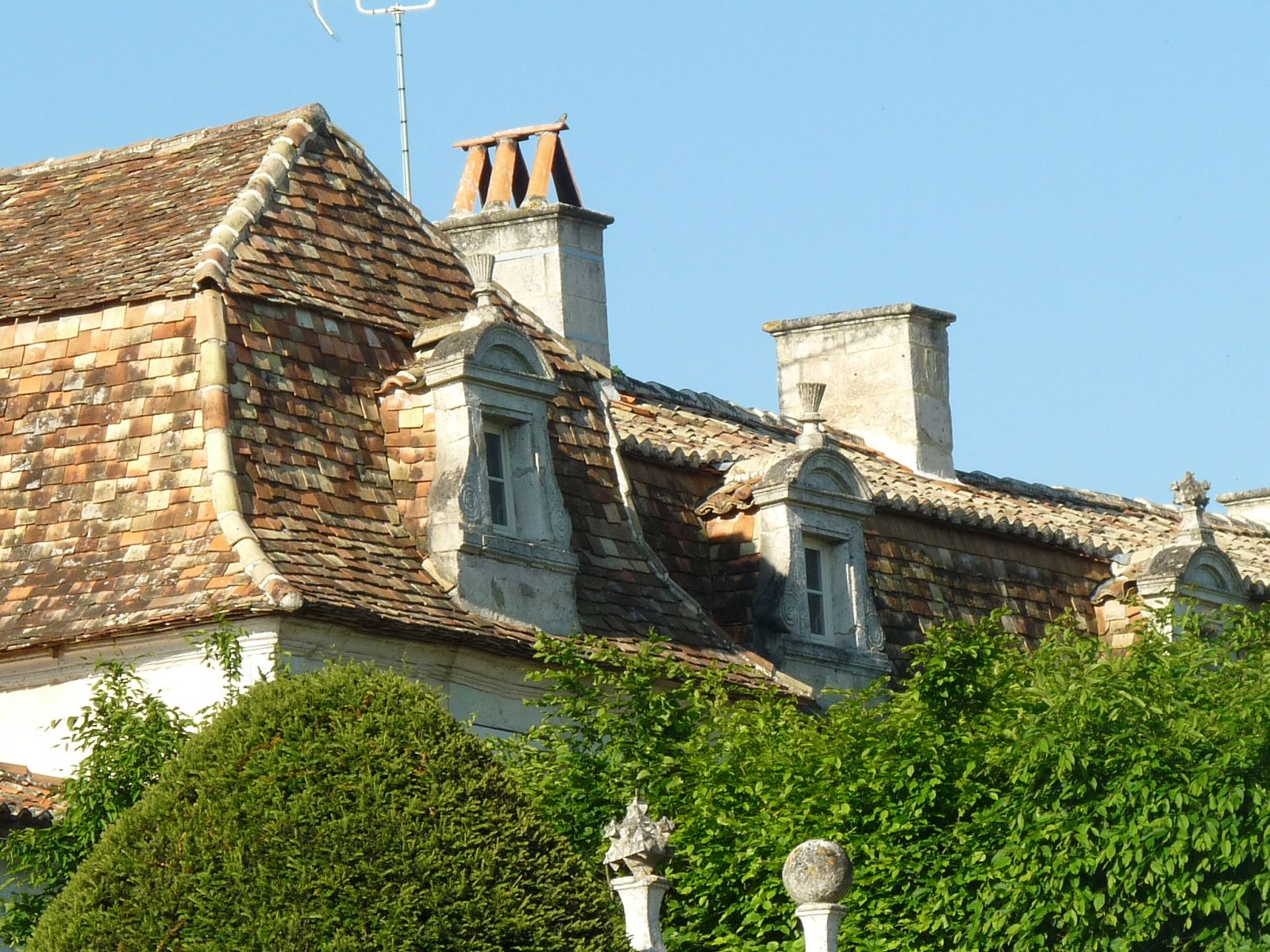
Détails du toit